# Verdienter Mitarbeiter der Zollverwaltung der Deutschen Demokratischen Republik
Verdienter Mitarbeiter der Zollverwaltung der Deutschen Demokratischen Republik war eine staatliche Auszeichnung  der Deutschen Demokratischen Republik (DDR), welche in Form eines Ehrentitels mit Urkunde und einer tragbaren Medaille verliehen wurde. 

## Beschreibung
Gestiftet wurde dieser Ehrentitel anlässlich des 20. Jahrestages der Zollverwaltung der DDR am 13. März 1972 und verliehen werden für:
- hervorragende Leistungen und selbstlosen Einsatz bei der Festigung und dem Schutz der Arbeiter und Bauernmacht,
- Erhöhung des Ansehend und Stärkung der Souveränität der DDR,
- für besondere Verdienste und Initiativen zur Verbesserung der Wirksamkeit der zolldienstlichen Arbeit und
- langjährige, vorbildliche persönliche Einsatzbereitschaft

Die Höchstzahl der jährlich möglichen Verleihungen war auf nur 10 Träger begrenzt.

## Medaille zum Ehrentitel

### Aussehen
Die vergoldete Medaille mit einem Durchmesser von 35 mm zeigt auf ihren Avers mittig das farbig emaillierte Staatswappen der DDR, welches von einem oben offenen Lorbeerkranz eingeschlossen ist. Dieser Kranz wird ebenfalls von der Medaillenumschrift: VERDIENTER MITARBEITER DER ZOLLVERWALTUNG DER DDR. Das Revers der Medaille zeigt dagegen einen Merkurstab, der von zwei Lorbeerzweigen umgeben ist.

### Trageweise
Getragen wurde die Medaille auf der linken oberen Brustseite an einer pentagonalen grünen 25 mm breiten Ordensspange, die beiderseits je zwei goldene 1 mm breite goldene Streifen zeigt. Auf dem unteren Rand des Bandes ruhen zusätzlich noch je Seite ein vergoldetes Eichenblattpaar, welches sich auch auf der Interimsspange befindet.